# Confusi e felici
Confusi e felici è un film del 2014 diretto da Massimiliano Bruno.

## Trama
Roma. Marcello è uno psicanalista alle prese con una cricca alquanto particolare di pazienti: Nazareno è uno spacciatore di borgata che soffre di attacchi di panico, e con un figlio in arrivo; Pasquale, autista di autobus, ha quarant'anni e una dipendenza dalla madre e dal cibo; Vitaliana è una ninfomane infatuata di Marcello; Betta ed Enrico sono una coppia in debito di sesso e di passione; Michelangelo, affermato telecronista sportivo, ha violenti scoppi di rabbia dettati dal tradimento della moglie con un amante tedesco.
Un giorno, durante una sfida al tiro con l'arco, sua grande passione, Marcello accusa un problema alla vista: gli esami accertano che si tratta di una malattia grave che lo porterà alla cecità in pochi mesi. Lo psicanalista cade quindi in depressione e tronca bruscamente il rapporto con i suoi pazienti. Questi tuttavia, guidati dalla segretaria del medico, Silvia, non si rassegnano all'idea di perderlo e si attivano per far riprendere Marcello a vivere. La sua oculista, inoltre, gli consiglia di frequentare uno psichiatra di sua conoscenza, Andrea, il cui apporto contribuirà anch'esso notevolmente.
Il gruppo si affiaterà molto e lo stesso Marcello, di nuovo felice, aiuta i suoi pazienti a risolvere i loro problemi con un'energia forse mai impiegata prima. Tutto sembra andare per il meglio, ma il successivo esame rivela una verità amara: Marcello perderà la vista entro poche settimane, e l'unica opzione rimasta è quella di un'operazione in un centro specializzato in Germania; tuttavia l'intervento presenta la seria probabilità che non riesca, e che lo psicanalista perda immediatamente la vista.
Marcello piomba di nuovo nella disperazione e maltratta tutti i suoi pazienti, rimanendo di nuovo solo. Andrea, che nel frattempo è diventato il nuovo terapeuta del gruppo, lo convince a tentare la sorte, liberandosi delle sue paure. Riconciliatosi coi suoi amici, insieme a loro parte alla volta della Germania. Durante il viaggio il gruppo si ferma al ristorante della figlia di Marcello, in Trentino, e qui nasce il figlio di Nazareno; la notte prima dell'operazione, poi, Marcello e Silvia, da tempo avvicinatisi, faranno l'amore, così come Betta con Enrico, e Vitaliana con Pasquale.
L'operazione sfortunatamente non riesce: Marcello perde la vista, ma ormai deciso ad affrontare la vita con serenità accanto ai suoi amici e a Silvia ricomincia finalmente a vivere.

## Produzione
Il film, inizialmente noto col titolo di lavorazione di Tutti per uno, è stato girato a Roma e prodotto da Italian International Film con Rai Cinema. La post-produzione è stata effettuata da Reset VFX.
In un cameo sono presenti i cantautori Max Gazzè, Niccolò Fabi e Daniele Silvestri, molto amico del regista.

## Colonna sonora
La colonna sonora originale è firmata da Maurizio Filardo e vede la partecipazione di diversi artisti, tra i quali Luca D'Aversa per il brano Troppo poco e Micki Piperno, autore di Accendi la tua vita. 
Il brano Serenata candida è interpretato da Claudio Bisio, Marco Giallini e Anna Foglietta, che nel film vengono accompagnati da Max Gazzè, Niccolò Fabi e Daniele Silvestri.

## Distribuzione
Il film è stato messo in distribuzione nelle sale cinematografiche italiane dal 30 ottobre 2014 da 01 Distribution.